# Moez Echargui
Moez Echargui (arabisch معز الشرقي, DMG Muʿizz aš-Šarqī; * 10. Januar 1993 in La Marsa) ist ein tunesischer Tennisspieler.

## Karriere
Echargui trat bereits 2009 unregelmäßig bei Turnieren der ITF Future Tour an. 2015 stand er in seinem ersten Doppelfinale, in der Weltrangliste rangierte er dennoch sowohl im Einzel als auch im Doppel außerhalb der Top 1000. Sein Debüt für die tunesische Davis-Cup-Mannschaft gab er 2016 in der bereits entschiedenen Partie gegen Bulgarien, wo er seine Partie gegen Wasko Mladenow verlor. Ein Jahr später wurde er gegen Zypern erneut für die Einzelpartie nominiert, wo er mit einem Sieg gegen Marcos Baghdatis dazu beitrug, dass Tunesien in der Gruppe II verblieb.
Auf der Future Tour gewann er im selben Jahr seinen ersten Einzeltitel, auch im Doppel arbeitete er sich durch Finalteilnahmen in der Weltrangliste vor. Durch drei weitere Titel im Einzel verbesserte sich Echargui im Jahr 2018 auf den 339. Platz, sein bisheriger Karrierehöchstwert. Er trat nun auch vereinzelt bei Turnieren der höher dotierten Challenger Tour an. Dort gelang ihm im März 2019 sein bislang größter Erfolg. In Yokohama trat er an der Seite seines Landsmanns Skander Mansouri an und gewann seinen ersten Challenger-Titel. Im Finale besiegten sie in drei knappen Sätzen das topgesetzte Duo Max Purcell und Luke Saville. Zwei Monate später erreichte er mit dem 362. Rang sein neues Karrierehoch im Doppel.

## Erfolge
| Legende (Anzahl der Siege) |
| Grand Slam                 |
| ATP Finals                 |
| ATP Tour Masters 1000      |
| ATP Tour 500               |
| ATP Tour 250               |
| ATP Challenger Tour (2)    |

### Einzel

#### Turniersiege
| Nr. | Datum          | Turnier | Belag     | Finalgegner          | Ergebnis |
| --- | -------------- | ------- | --------- | -------------------- | -------- |
| 1.  | 3. August 2025 | Porto   | Hartplatz | Francesco Maestrelli | 6:3, 6:2 |

### Doppel

#### Turniersiege
| Nr. | Datum        | Turnier  | Belag     | Partner          | Finalgegner              | Ergebnis           |
| --- | ------------ | -------- | --------- | ---------------- | ------------------------ | ------------------ |
| 1.  | 3. März 2019 | Yokohama | Hartplatz | Skander Mansouri | Max Purcell Luke Saville | 7:66, 6:73, [10:7] |